# Fort Jackson (Luisiana)

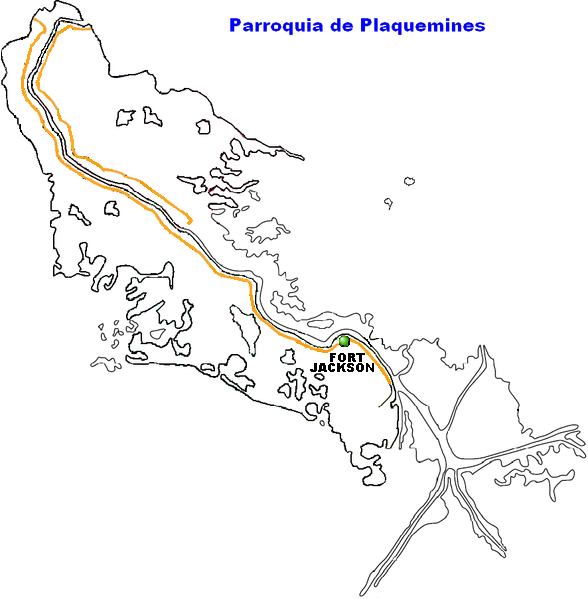
Localización de Fort Jackson en el mapa de la Parroquia de Plaquemines.

Fort Jackson es un pequeño establecimiento y un fuerte de mampostería fuera de servicio situado a unas 40 millas (64 km) río arriba de la desembocadura del río Misisipi en la parroquia de Plaquemines, Luisiana, Estados Unidos. Fue construida como una defensa costera de Nueva Orleans entre 1822 y 1832, y fue escenario de una batalla durante la guerra civil estadounidense. Es un Hito Histórico Nacional. Fue dañada por los huracanes Katrina y Rita y su existencia está amenazada.

## Historia

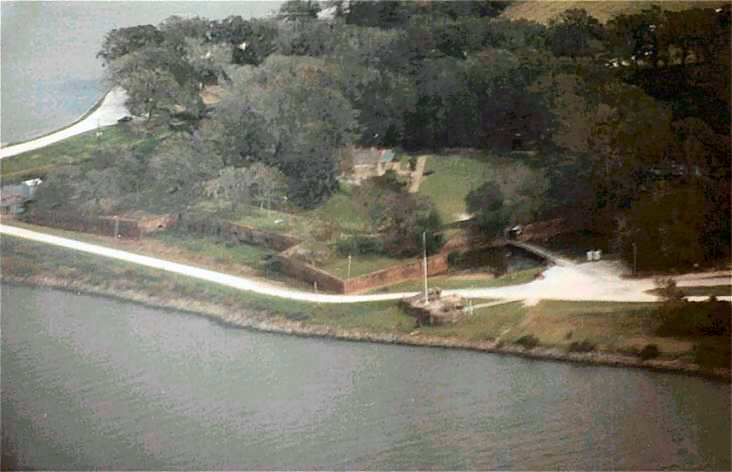
Vista de Fort Jackson.

Fort Saint Phillip se encuentra enfrente de Fort Jackson, en la orilla oriental, este fuerte se construyó en 1812. 
El fuerte fue ocupado de vez en cuando para diversos fines militares desde su terminación hasta después de la Primera Guerra Mundial, cuando sirvió como una estación de entrenamiento. Ahora es un Hito Histórico Nacional y un Museo Histórico de Plaquemines.
Fort Jackson fue el sitio de la Batalla de Fort Jackson y Fort Saint Phillip que tuvo lugar el 16 de abril de 1862 durante la guerra civil estadounidense. La Confederación controlaba los fuertes, pero fueron sitiados durante 12 días por la flota de la Marina de EE. UU. Fort Jackson cayó el 28 de abril después de que la flota de la Unión bombardearan este sitio constantemente. Tras la rendición, Fort Jackson fue utilizado como prisión de la Unión.

## Geografía
La localidad de Fort Jackson se localiza en 29°21′27″N 89°27′18″O / 29.35750, -89.45500. Esta comunidad es poseedora de una elevación de un metro por debajo el nivel del mar, convirtiéndola una zona proclive a las inundaciones. Su población se compone de menos de cincuenta habitantes. Esta comunidad se localiza a noventakilómetros de Nueva Orleans, la principal ciudad de todo el estado, y a 573 kilómetros del aeropuerto internacional más cercano, el (IAH) Houston George Bush Intercontinental Airport.
Además del fuerte posee otras instalaciones como parques, viviendas, un pequeño muelle, y un estadio multiusos.